# Bathydoris ingolfiana
Bathydoris ingolfiana is een slakkensoort uit de familie van de Bathydorididae. De wetenschappelijke naam van de soort is voor het eerst geldig gepubliceerd in 1899 door Bergh.